# Conatus
Trong những luận triết đầu tiên của tâm lý học và siêu hình học, conatus (/koʊˈneɪtəs/; trong tiếng Latin có nghĩa là nỗ lực, cố gắng, thúc đẩy, thiên hướng, quyết tâm, phấn đấu) là thiên hướng bẩm sinh của một vật, giúp vật đó tiếp tục tồn tại và tự cường. "Vật" này có thể là tâm trí, vật chất, hoặc kết hợp của cả hai. Qua nhiều thiên niên kỷ, rất nhiều người đã đưa ra nhiều định nghĩa và cách diễn giải khác nhau. Trong số họ, những nhà triết học thế kỷ XVII như René Descartes, Baruch Spinoza, Gottfried Leibniz và Thomas Hobbes có đóng góp rất lớn. Conatus có thể đề cập đến bản năng ý chí sinh tồn của các sinh vật hoặc các thuyết siêu hình khác nhau về chuyển động và quán tính. Thông thường, khái niệm này đi đôi với ý muốn của Chúa Trời theo quan điểm phiếm thần về tự nhiên. Khái niệm này có thể được chia thành các định nghĩa riêng biệt cho tâm trí và cơ thể và chia nhỏ hơn nữa với lực ly tâm và quán tính.
Trong suốt 2.500 năm, nhiều người đã đưa ra nhận định về ý nghĩa và phạm vi của thuật ngữ conatus, mỗi nhận định có một vài điểm khác nhau. Các triết gia sử dụng từ này đã liên tiếp đưa ra quan điểm cá nhân cho khái niệm và phát triển nó theo những cách khác nhau. Những nhà tư tưởng tiên phong chủ yếu dùng tiếng Latin khi bàn luận về conatus và sử dụng từ này dựa trên khái niệm từ thời Hy Lạp cổ đại. Vì vậy, conatus trong các tác phẩm của họ không chỉ có vai trò thuật ngữ chuyên môn mà còn là một từ thông dụng có nghĩa phổ biến. Trong các văn bản cổ và cả bản dịch, hai cách dùng này khá khó phân biệt. Trong các bản dịch tiếng Anh, từ này được in nghiêng khi dùng theo dạng thuật ngữ, hoặc được dịch và chú thích ngoặc đơn "(conatus)". Ngày nay, thuật ngữ conatus hiếm khi được sử dụng, vì đã có các khái niệm vật lý hiện đại như quán tính và bảo toàn động lượng thay thế. Tuy nhiên, ảnh hưởng của nó đối với các nhà tư tưởng thế kỷ XIX-XX như Arthur Schopenhauer, Friedrich Nietzsche và Louis Dumont là rất đáng chú ý.

## Nguồn gốc

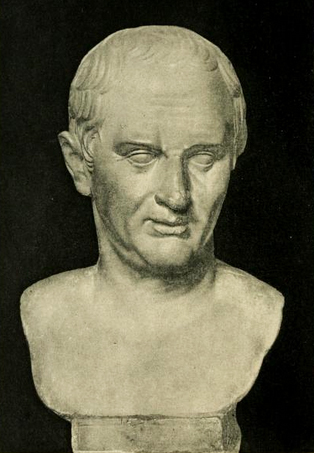
Marcus Tullius Cicero

## Trong triết học Descartes

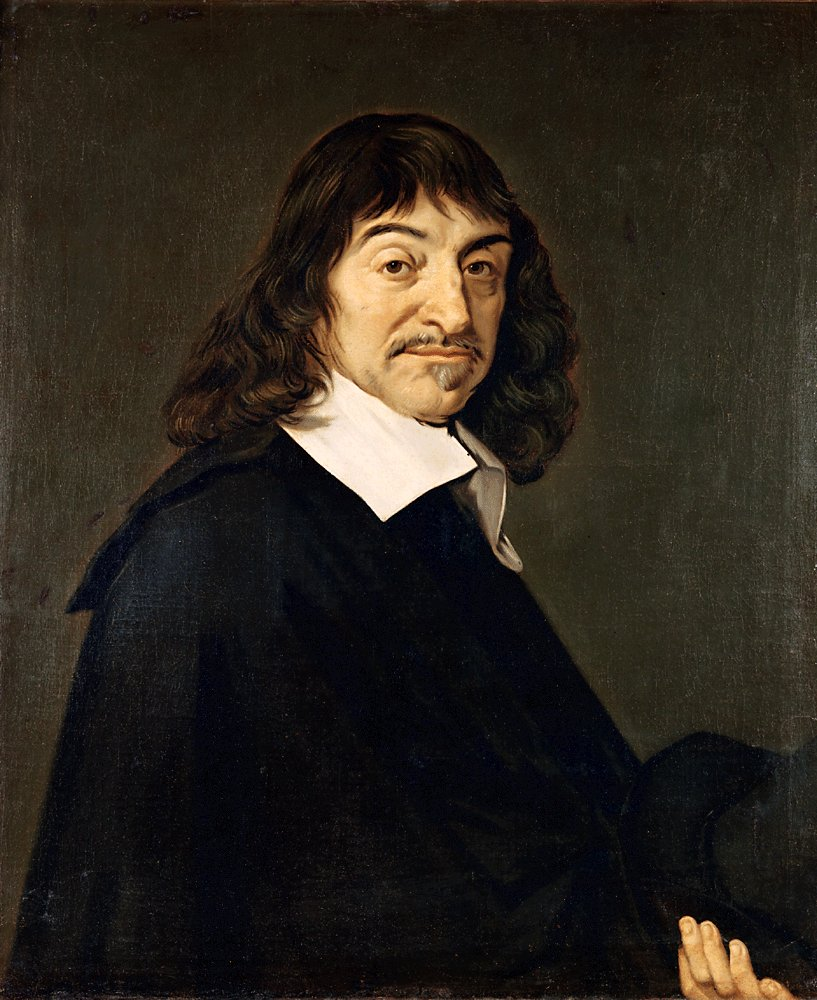
René Descartes

## Trong triết học Hobbes

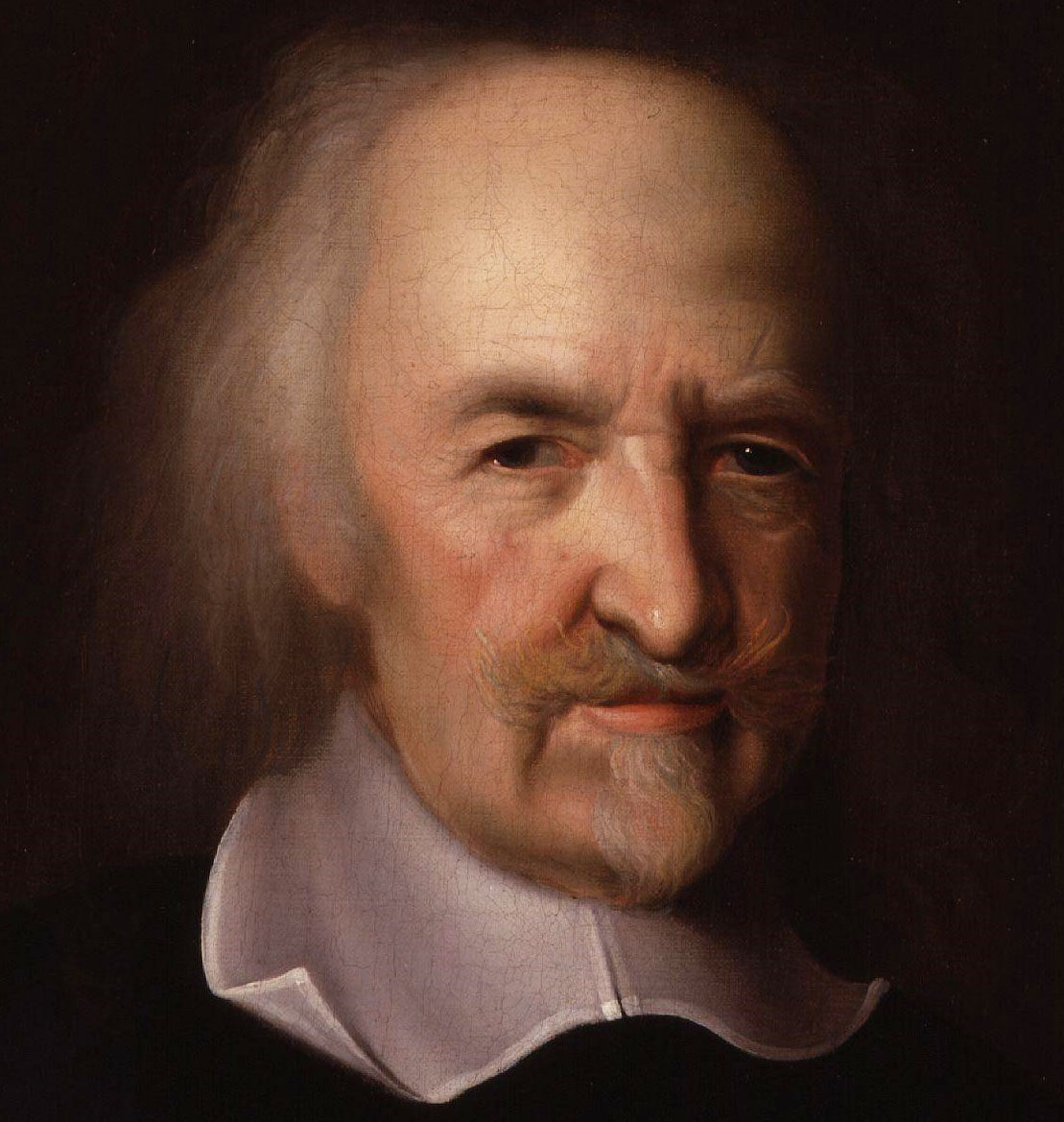
Thomas Hobbes

## Trong triết học Spinoza

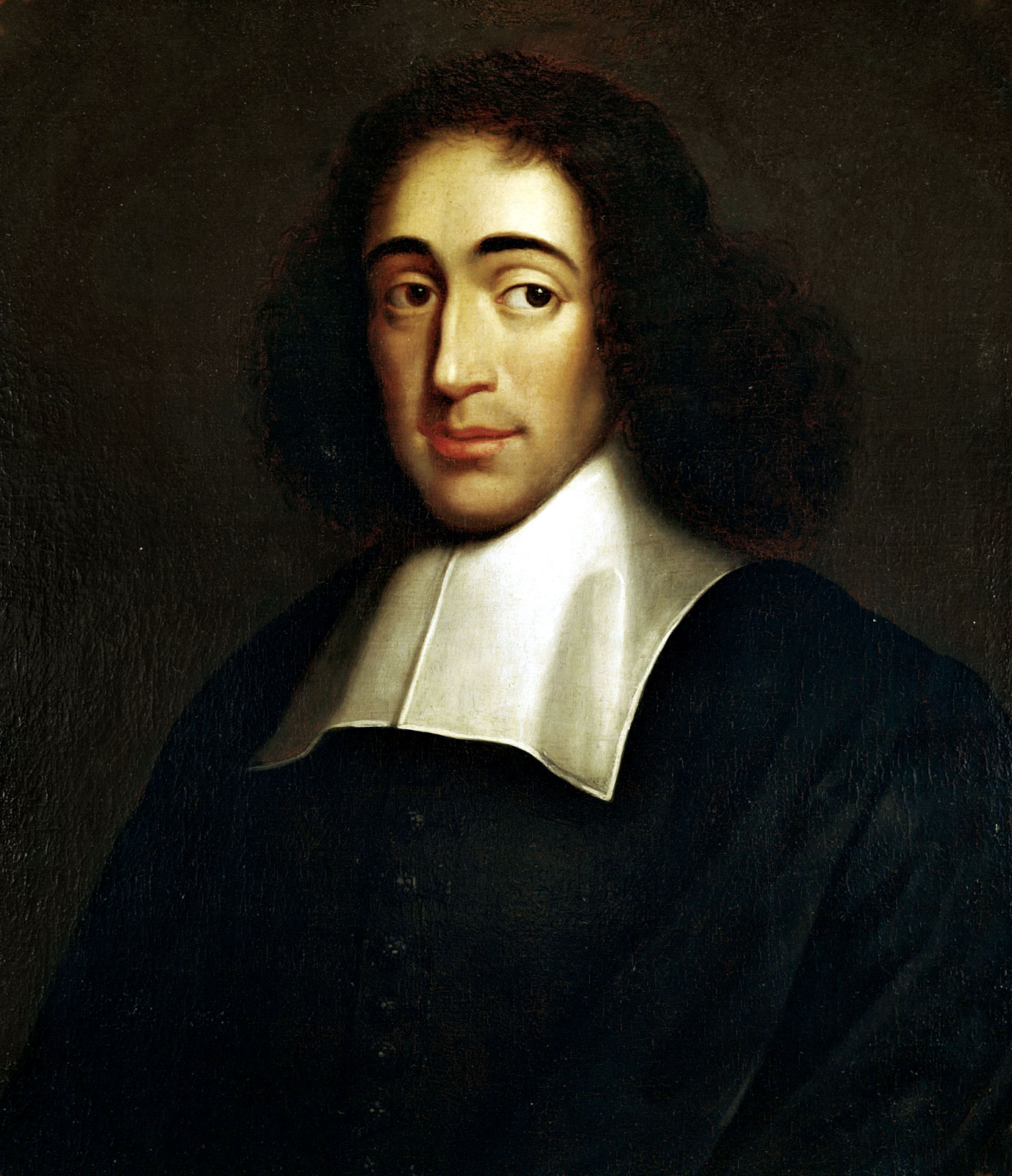
Benedictus de Spinoza

## Trong triết học Leibniz

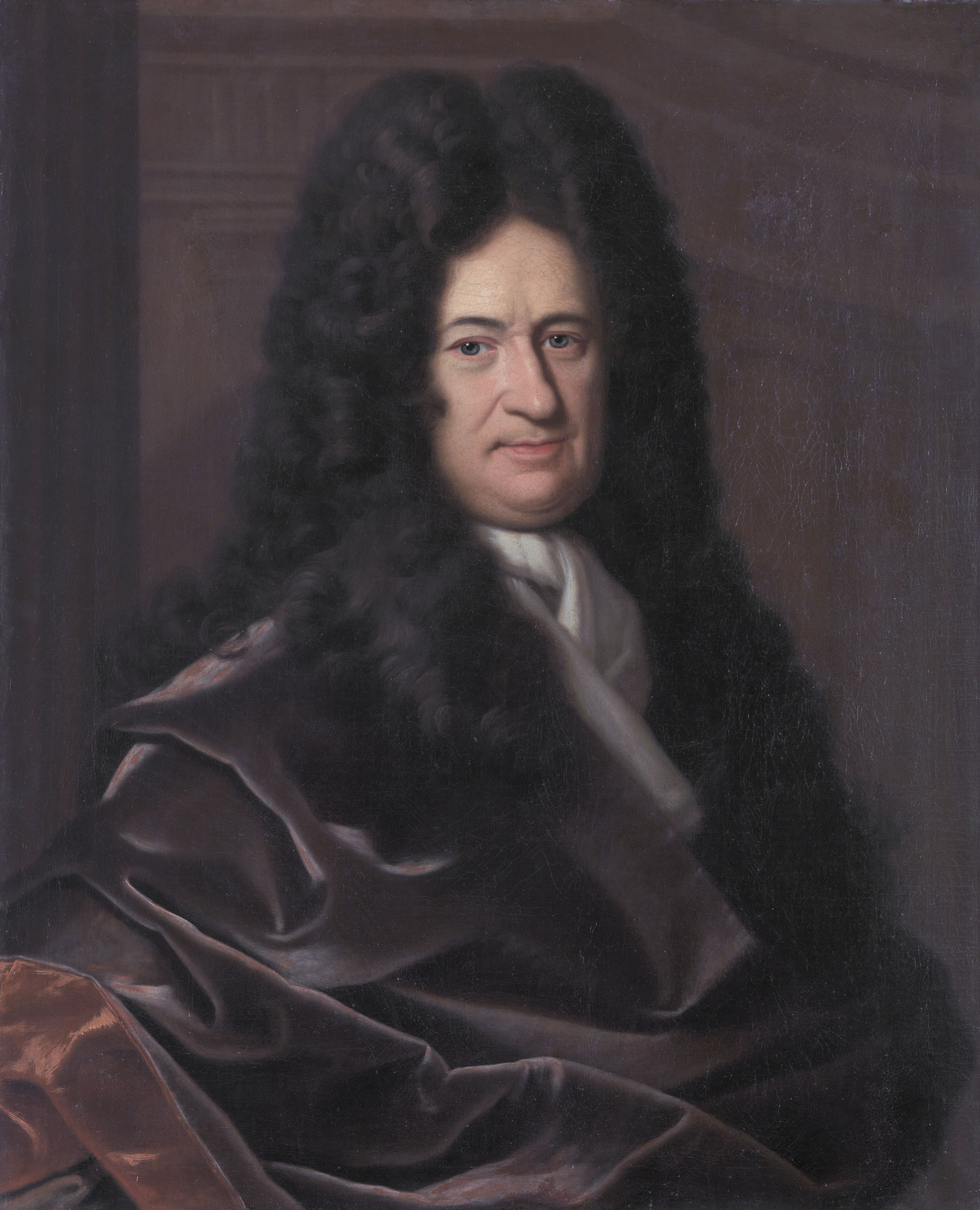
Gottfried Wilhelm Leibniz

## Ứng dụng và thuật ngữ

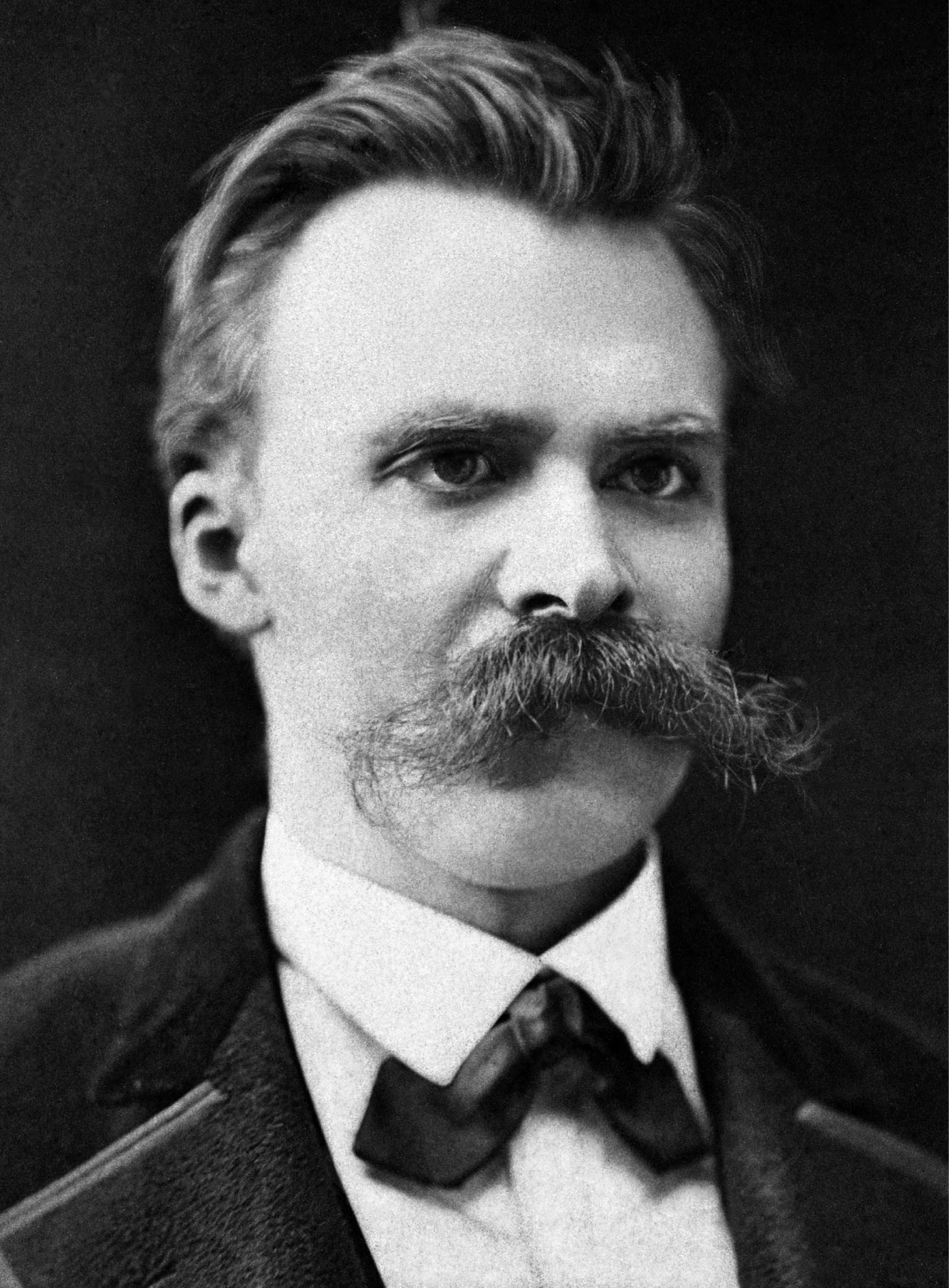
Friedrich Nietzsche